# Gustaf Wilhelm Nyberg
Gustaf Wilhelm Nyberg (né le 5 juin 1874 et mort le 8 mars 1938) était un constructeur finlandais qui a conçu des bâtiments Art nouveau à Helsinki au début du XXe siècle.

## Biographie
Gustaf Nyberg reçoit son diplôme de  maître d'œuvre au département de la construction de l'école industrielle d'Helsinki en 1898.

## Ouvrages
Ses principaux ouvrages sont :

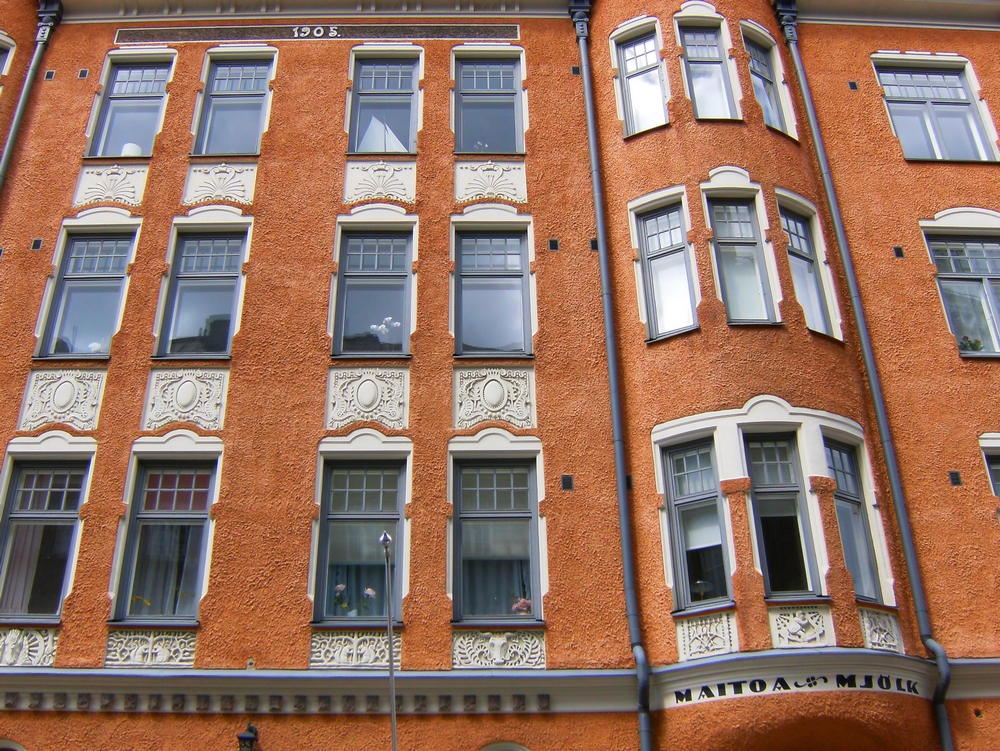
Kalevankatu 33.

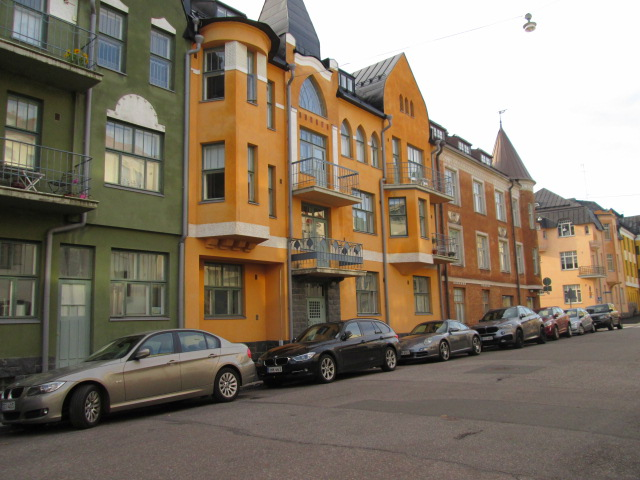
Huvilakatu 16.

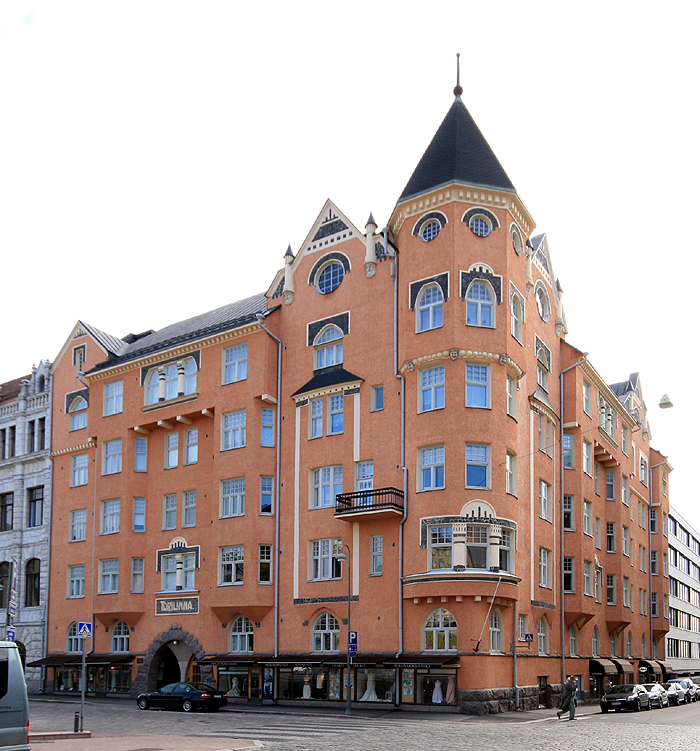
Fabianinkatu 13.

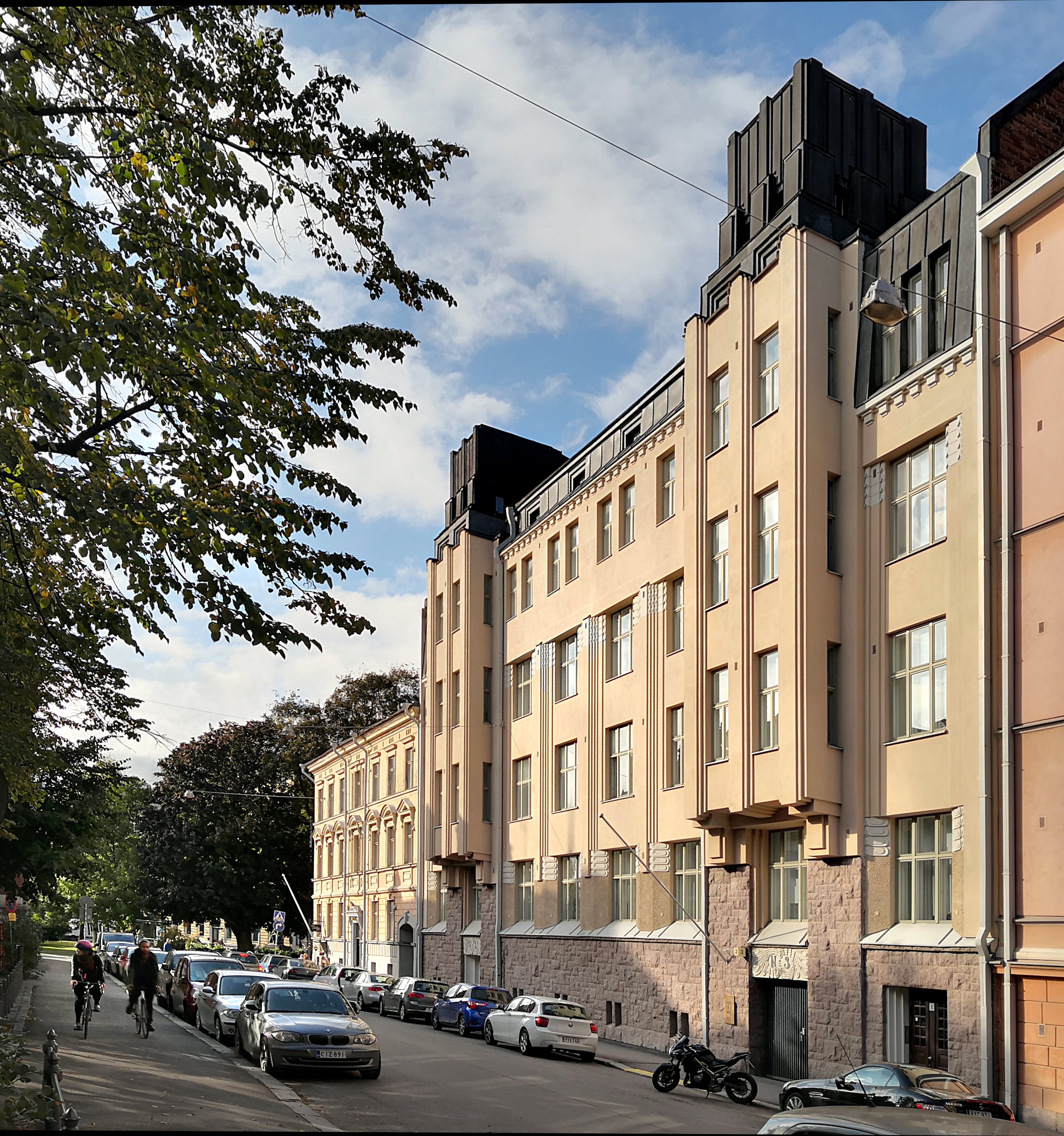
Ullanlinnankatu 3-5.

- Pietarinkatu 7 – Neitsytpolku 8, Ullanlinna. 1905[2]
- Eteläinen Makasiinikatu 5 – Fabianinkatu 13. 1906
- Kulmakatu 4a, Kruununhaka. 1906
- Liisankatu 11, Kruununhaka. 1906
- Domus Bostadsaktiebolag, Tehtaankatu 16, Ullanlinna. 1907
- Kalevankatu 33, Kamppi. 1907
- Fredrikinkatu 49 – Eerikinkatu 16, Kamppi. 1908
- Uudenmaankatu 31, Kamppi. 1909
- Huvilakatu 12, Ullanlinna. 1910[3]
- Huvilakatu 14, Ullanlinna. 1910
- Merimiehenkatu 10, Punavuori. 1910
- Ulriksborg, Pieni Roobertinkatu 4–6, Kaartinkaupunki. 1911
- Ullanlinnankatu 3, Kaartinkaupunki. 1910
- Centrum, Kasarmikatu 38, Kaartinkaupunki. 1910[note 1]
- Ratakatu 11–13, Punavuori. 1912[4]
- Fredrikinkatu 55, Kamppi. 1914
- Merimiehenkatu 23, Punavuori. 1914
- Punavuorenkatu 4, Punavuori. 1914
- Aile de la maison Sargren, Raatihuoneenkatu 3, Hämeenlinna. 1925[5].